# Тиропита
Тиропита (греч. Τυρóπιτα) — греческий несладкий сырный пирог из теста филло и оригинальной начинки из яиц и сыра фета.

## История
Есть несколько версий о происхождении тиропиты, по одной из них, тиропита — изобретение византийских поваров, которые усовершенствовали похожие блюда народов проживающих в Передней Азии, по другой, тиропита — заимствованное греками блюдо турецкой кухни, которое турки принесли с собой из Средней Азии.

## Варианты
Существуют разные варианты тиропиты, которые отличаются друг от друга формой изделия, способом приготовления, подачи и начинкой. Существует современная версия такого пирога с начинкой из шпината — спанакопита (греч. σπανακόπιτα).